# ویرا گلاگولیوا
ویرا ویتالیونا گلاگولیوا (روسی: Ве́ра Вита́льевна Глаго́лева؛ ‏ ۳۱ ژانویهٔ ۱۹۵۶ – ۱۶ اوت ۲۰۱۷) بازیگر، کارگردان فیلم، فیلم‌نامه‌نویس و تهیه‌کننده فیلم اهل اتحاد جماهیر شوروی و روسیه بود.
او در سال ۱۹۵۶ در مسکو به دنیا آمد. نخستین فیلمی که در آن بازی کرد در پایان جهان (۱۹۷۵) به کارگردانی رادیون ناخاپتوف بود. شهرت او بیشتر به خاظر نقش‌آفرینی در فیلم‌های  کمدی رمانتیک و ملودرام بود که از آن جمله می‌توان به این فیلم‌ها اشاره کرد: در پایان جهان، به قوهای سفید شلیک نکنید، ازدواج با کاپیتان، ساشای بیچاره، و توهین به زنان ممنوع.
نخستین فیلم او در مقام کارگردان نور شکسته (۱۹۹۰) نام داشت. آخرین فیلم او، دو زن، بر اساس نمایشنامۀ یک ماه در روستا اثر ایوان تورگنیف در سال ۲۰۱۴ ساخته شده‌ است.
وی همچنین برندهٔ جوایزی همچون هنرمند مردمی فدراسیون روسیه شده‌است.